# Garaeus formosanus
Garaeus formosanus là một loài bướm đêm trong họ Geometridae.